# Grote Slatsmolen
De Grote Slatsmolen is een watermolen bij Loenen op de Veluwe in Gelderland. Op deze plek staat al sinds 1662 of eerder een molen. Tot 1908 werd hier papier geproduceerd, waarna de molen gebruikt werd als korenmolen. Papier, en later meel werden tot 1954 met waterkracht geproduceerd, waarna op elektrische aandrijving werd overgeschakeld. De term slats betekent moeras of natte plaats. Het terrein waar de molen op gebouwd is bestaat uit drassige grond. De voormalige molen is tegenwoordig gelegen aan de Molen-Allee, waaraan meerdere voormalige molens liggen of gelegen hebben. Nabij de Grote Slatsmolen bevindt zich een kruising tussen de Molen-Allee en de Slatsdijk.
De papiermolen is gelegen aan de Loenense beek. Oorspronkelijk was nabij deze molen ook de Kleine Slatsmolen gelegen, aan een eigen spreng. De Grote Slatsmolen brandde 1858 af en werd opnieuw herbouwd. Uit deze bouwfase stamt de huidige achtergevel. In 1888 werd de molen wederom verwoest door brand en herbouwd. Tegen de molen is een woonhuis gebouwd. 
In de tweede helft van de twintigste eeuw werd kuikenmeel geproduceerd op de molen. Deze werd zowel voor eigen gebruik gebruikt als ook verkocht. Op het terrein waren ook meerdere stallen voor kippen en varkens aanwezig. Oorspronkelijk was aan de overzijde van de beek een bijbehorende koeienstal gelegen. Deze werd in 1954 na het faillissement van de eigenaar van de molen apart verkocht.